# Sammlung betrieblicher Vorschriften
Eine Sammlung betrieblicher Vorschriften (Abkürzung: SbV) ist die für eine nichtbundeseigene Eisenbahn gültige Sammlung von Dienstvorschriften über die Durchführung des Betriebsdienstes. Sie gilt ergänzend zu sonstigen Rechtsverordnungen und Vorschriften wie der Eisenbahn-Bau- und Betriebsordnung, der Fahrdienstvorschrift für nichtbundeseigene Eisenbahnen (FV-NE) oder der Richtlinie über Eisenbahnsignale. Die SbV können wiederum durch Betriebsanweisungen ergänzt werden.
Die Sammlung betrieblicher Vorschriften wird teilweise auch synonym als Örtliche Richtlinien oder Örtliche Betriebsvorschriften bzw. für größere Bahnhofsbereiche als Bahnhofsbuch bezeichnet, wobei diese Begriffe zum Teil auch mit anderen Bedeutungen belegt sind oder sich die Bedeutung dieser mit der SbV überschneiden.
Die Sammlung betrieblicher Vorschriften beinhaltet unter anderem:
- Beschreibung des Geltungsbereichs der SbV, Beschreibung der Gleisanlagen, Bahnhöfe und Stationen sowie sonstiger Infrastrukturanlagen (z. B. Wasserkran, Tankstelle, Bekohlungsanlage, Untersuchungsgrube, Drehscheibe etc.),
- Grafische Darstellung (Lageplan, Layout) der Anlagen,
- Zusammenstellung (Auflistung) der im Geltungsbereich anzuwendenden Vorschriften und Regelwerke,
- Zusammenstellung von Ausnahmen und Abweichungen der allgemein für den Eisenbahnbetrieb gültigen Vorschriften,
- Aufstellung der besonders überwachungspflichtigen Anlagen,
- Festlegung der im Rangierbetrieb regelmäßig zu beobachtenden Gleisbereiche und Fahrstraßen.

Die Herausgabe und Aktualisierung der SbV obliegt der Betriebsleitung des Eisenbahnunternehmens und hier insbesondere dem Eisenbahnbetriebsleiter.
Vor der Benutzung der Eisenbahninfrastruktur durch ein Eisenbahnverkehrsunternehmen haben die Mitarbeiter die Kenntnisnahme der SbV zu bestätigen.